# Mario Tenorio
Mario Tenorio (Esmeraldas, Ecuador; 21 de agosto de 1957) es un exfutbolista de Ecuador que jugaba en la posición de centrocampista.

## Carrera

### Club
| Periodo   | Club                |
| --------- | ------------------- |
| 1976-1978 | CSD Audaz Octubrino |
| 1979      | Deportivo Cuenca    |
| 1980-1985 | Barcelona SC        |
| 1986      | CD Filanbanco       |
| 1987-1988 | CD Quevedo          |
| 1988-1989 | CSD Audaz Octubrino |

### Selección nacional
Jugó para Ecuador en 17 ocasiones de 1979 a 1983 y anotó un gol, el cual fue en la victoria por 2-1 ante Uruguay en Quito por la Copa América 1979.

## Logros
- Serie A de Ecuador (3): 1980, 1981, 1985